# Джозеф Сафра
Джозеф Сафра (араб. يوسف صفرا; 1 вересня 1938, Бейрут, Ліван — 10 грудня 2020, Сан-Паулу, Бразилія) — бразильський банкір ліванського походження, бізнесмен-мільярдер, власник бразильської банківської та інвестиційної імперії Safra Group. Станом на грудень 2020 року Forbes оцінює статки Сафри у 19,9 мільярда доларів, називаючи його найбагатшим банкіром світу та найбагатшою людиною Бразилії.

## Біографія
Народився і виріс в Бейруті в сефардській єврейській родині з банківськими зв'язками ще з османських часів.
Родина Джозефа переїхала до Бразилії у 1952 році. У 1955 році 23-річний брат Джозефа Едмонд Сафра та його батько Якуб Сафра почали працювати в Бразилії, фінансуючи активи в Сан-Паулу. Однак незабаром Едмонд Сафра поїхав до Нью-Йорка, де заснував Республіканський національний банк Нью-Йорка (який згодом він продав HSBC у 1999 році та передав більшу частину своїх грошей Фонду Едмонда Сафри). Джозеф Сафра заснував Banco Safra у 1955 році, який станом на 2020 рік є одним з великих приватних банків Бразилії. Джозеф залишався головою Safra Group до кінця життя.
У 2013 році сім'я Джозефа Сафри придбала більше десятка об'єктів нерухомості в США, насамперед у Нью-Йорку. Вони також володіють портфелем комерційної нерухомості в Бразилії.
У 2014 році Сафра купив хмарочос «The Gherkin» у Лондонському Сіті за 700 мільйонів фунтів стерлінгів.
Помер 10 грудня 2020 року в Сан-Паулу у віці 82 років.